# Entidade filantrópica
Entidade Filantrópica é uma pessoa jurídica que presta serviços à sociedade, principalmente às pessoas mais carentes, e que não possui como finalidade a obtenção de lucro.

## Introdução
Para que as entidades filantrópicas possam gozar de certos incentivos fiscais oferecidos pela Constituição, Legislação tributária, bem como, previdenciária é necessário o cumprimento de certas obrigações acessórias ou mesmo o preenchimento de requisitos para sua caracterização.
As entidades que podem ser caracterizadas como filantrópicas são fundações, templos de qualquer culto, partidos políticos, Entidades Sindicais, associações, entidades culturais, de proteção à saúde, instituições de ensino dentre outras.

## Brasil

### Objetivo
No Brasil, segundo a lei Nº 8.742, de 7 de dezembro de 1993, que dispõe da Lei Orgânica da Assistência Social, no artigo 2, A assistência social tem por objetivos:
1 - a proteção à família, à maternidade, à infância, à adolescência e à velhice;
2 - o amparo às crianças e adolescentes carentes;
3 - a promoção da integração ao mercado de trabalho;
4 - a habilitação e reabilitação das pessoas portadoras de deficiência e a promoção de sua integração à vida comunitária;
5 - a garantia de 1 (um) salário mínimo de benefício mensal à pessoa portadora de deficiência e ao idoso que comprovem não possuir meios de prover a própria manutenção ou de tê-la provida por sua família.

### Sobre o Conselho Nacional de Assistência Social
Atualmente o CNAS não tem mais competência/atribuição para concessão e/ou renovação do CEBAS. Esta atribuição deverá ser regulamentada pelo Ministério responsável pela área de atuação da Entidade após aprovação e/ou encaminhamento do Congresso quanto a pauta da MP 466/2008.
Segundo a Medida Provisória nº 446/2008, publicada no D.O.U - Diário Oficial da União em 10 de novembro de 2008, seção IV, o MDS - Ministério do Desenvolvimento Social e Combate à Fome apreciará as demandas das entidades de assistência social, o Ministério da Educação das entidades da educação e o Ministério da Saúde das entidades da saúde.

### Procedimento para registro da entidade
Com o nome da Entidade e o endereço aprovado, o interessado deve dirigir-se ao Cartório de Registro Civil das Pessoas Jurídicas para arquivamento da documentação necessária para tal procedimento, portando os seguintes documentos:
- Estatuto Social em 03 vias;
- Certidão de Busca;
- Para inscrição no município;
- Pagamento das taxas pertinentes no próprio cartório.
- Proceder o Cadastro Nacional da Pessoa Jurídica na Secretaria da Receita Federal
- Alvará de licença - corpo de bombeiros
- Declaração de Utilidade Pública (sendo que essa possa ser federal, estadual ou municipal)
- Certificado de Entidade Beneficente de Assistência Social (Liberado pelo CNAS)

### Da Saúde, da Educação e da Seguridade Social
A atual legislação que regula a atuação das entidades filantrópicas nessas áreas é a LEI Nº 12.101, DE 27 DE NOVEMBRO DE 2009, promulgada pelo ex-presidente Luiz Inácio Lula da Silva.